# Château d'Arenberg
 (janvier 2016).
Si vous disposez d'ouvrages ou d'articles de référence ou si vous connaissez des sites web de qualité traitant du thème abordé ici, merci de compléter l'article en donnant les références utiles à sa vérifiabilité et en les liant à la section « Notes et références ».
Le château d'Arenberg est un château de style Renaissance flamande sis à Heverlee (Louvain) en Belgique. Construit en lieu d’un château médiéval du XIIe siècle, l’édifice actuel fut mis en chantier  au XVIe siècle, par Guillaume de Croÿ mais subit encore de nombreux changements par après (jusqu'au XXIe siècle). Il passa en 1612 entre les mains de la famille allemande des ducs d’Arenberg qui l’occupa jusqu’à la Première Guerre mondiale.  Aujourd’hui propriété de la Katholieke Universiteit Leuven, le château est au cœur de son campus de sciences physiques appliquées d’Heverlee.    
De grande harmonie architecturale flamande tout en incorporant des éléments du style baroque tardif, de la Renaissance et même du Néo-gothique du XIXe siècle, le château est flanqué de deux tours carrées à ses extrémités dont les bulbes sont surmontés d’un aigle bicéphale.

## Éléments d'histoire
Depuis le XIIe siècle les seigneurs d'Heverlé possèdent un château médiéval que, pour des raisons financières, ils sont contraints de vendre en 1445 à la famille de Croÿ, originaire de Picardie. Guillaume de Croÿ remplace l'ancien château en construisant progressivement le château actuel de style Renaissance flamande. Le même Guillaume de Croÿ céda une partie du domaine pour l'établissement d'un monastère de moines célestins, seule fondation de cette branche de l'ordre bénédictin (fondé par le pape Célestin V) dans les Pays-Bas méridionaux.
Lorsque le dernier duc, Charles III de Croÿ, meurt sans enfants en 1612, le château passe, par sa sœur mariée à un d’Arenberg, entre les mains des ducs d'Arenberg. Cette famille allemande habite le château jusqu'à la Première Guerre mondiale. Bon nombre des ducs, d’esprit moderne et intéressés par le développement des sciences, ont maintenu des contacts étroits avec l'Université de Louvain. Avant même que la Première Guerre mondiale n’éclate, le dernier propriétaire souhaitait vendre parc et château à l'université.
On a pu dire que le duc d’Arenberg, ressortissant allemand, ayant montré de fortes sympathies pour l’occupant allemand durant la Première Guerre mondiale, aurait vu son château confisqué en 1919 par l’État belge. Il semble néanmoins que c'est le duc d'Arenberg lui-même qui aurait fait don du domaine à l'Université dès 1916. C'est ainsi qu'avec le parc environnant (29 hectares) il devient propriété de l’université de Louvain en 1921, et passe à la KUL en 1968. 
L’ensemble est devenu campus de la faculté d’ingénierie et des sciences physiques appliquées, à la manière des universités américaines. S’y trouvent également le département d'architecture, urbanisme et aménagement du territoire [ASRO] et le Centre International Raymond Lemaire pour la Conservation [RLICC]. 